# Liste des îles de la mer Rouge

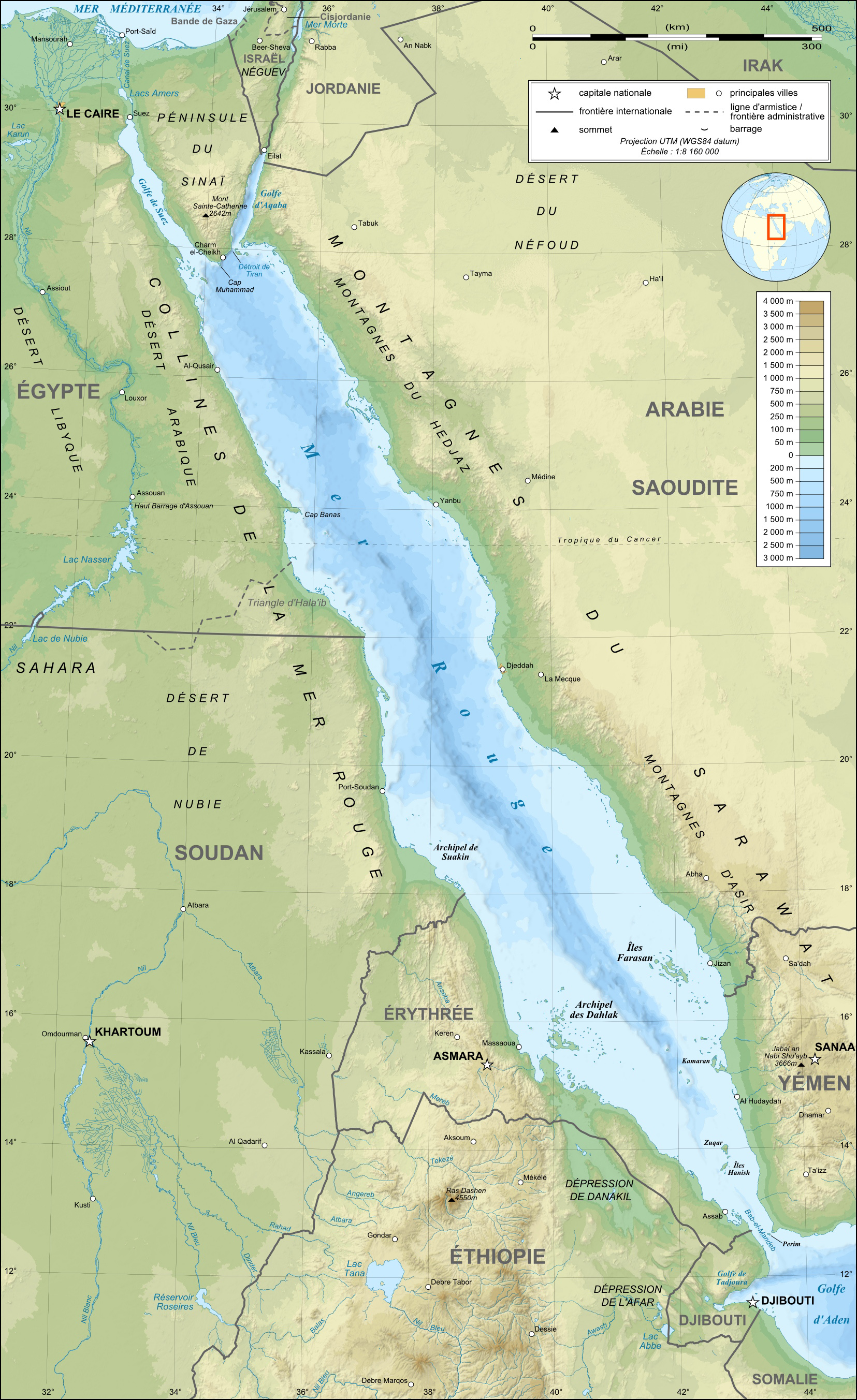
Carte bathymétrique de la mer Rouge.

Cet article recense les îles de la mer Rouge.

## Golfe de Suez
- Île Verte
- Shadwan

## Golfe d'Aqaba
- Île du Pharaon
- Île de Tiran

## Nord
- Sanafir
- Giftoun :
  - Grande Giftoun
  - Petite Giftoun
- Mukawwa
- Zabargad
- Archipel de Suakin

## Sud
- Îles Farasan :
  - Île Farasan
  - Sajid
  - Zufaf
- Archipel des Dahlak :
  - Dahlak Kebir
  - Dhuladhiya
  - Dissei
  - Dohul
  - Erwa
  - Harat
  - Harmil
  - Isra-Tu
  - Nahaleg
  - Norah
  - Shumma
- Agiuz
- Hawakil
- Baka
- Kamaran
- Jabal al-Tair

## Embouchure
- Île Zuqar
- Îles Hanish :
  - Grande Hanish
  - Petite Hanish
- Îles Haycock
- Îles Muhabbaca
- Fatma (île)
- Halib
- Périm